# 730 a.C.

## Eventos
- Após nove anos de anarquia, Oseias pacifica o Reino de Israel.[1]